# Dewajtis
Dewajtis. Powieść współczesna – pozytywistyczna powieść obyczajowa Marii Rodziewiczówny z 1889 roku.
Pełny tekst:  Dewajtis  w Wikiźródłach 

  Pobierz jako: EPUB   • PDF   • MOBI  
Nagrodzona w konkursie literackim „Kuriera Warszawskiego”, drukowana w nim była po raz pierwszy (nr 121-256). Wydanie książkowe ukazało się dopiero w roku następnym nakładem również „Kuriera”. Do końca XIX w. powieść jeszcze dwukrotnie wznawiano, a za życia autorki osiągnęła 13 wydań po polsku. Towarzyszyły temu liczne przekłady na języki obce: litewski (1890), niemiecki (1894), serbski (1896), angielski (1901), francuski (1904), węgierski (1912), czeski (1921), słowacki (1933). W kraju adaptowano ją też na scenę (1910) i na słuchowisko radiowe (1969). W latach wojny i okupacji ukazywała się także na obczyźnie (Londyn 1943; Chicago, Palestyna 1944; Rzym 1945). W okresie powojennym najwięcej wydań osiągnęła w edycji Wydawnictwa Literackiego; wciąż poczytna i wznawiana, również przez wydawnictwa prywatne. 
W 2023 roku Telewizja Polska wyprodukowała i wyemitowała 7-odcinkowy serial pod tym samym tytułem.

## Treść

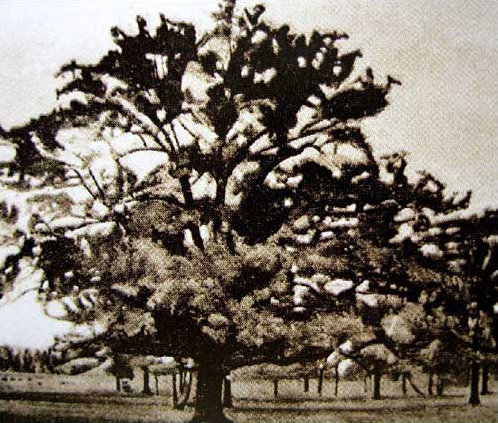
Dąb zwany „Dewajtis” w majątku Rodziewiczów w Hruszowej (fot.1937)

Śmierć despotycznego ojca nie uwalnia młodego Marka Czertwana od nadmiernych obowiązków, ale przysparza mu w życiu nowego ciężaru. Wyzyskiwany dotąd przez rodzinę macochy, ma jako najstarsze z dzieci i powiernik ojca zająć się dodatkowo majątkiem Poświcie, pozostawionym przez jego zaginionego przyjaciela Kazimierza Orwida. Wrodzone posłuszeństwo małomównego Żmudzina nie pozwala mu sprzeciwić się tej decyzji, która jest dla niego wyrokiem rujnującym zamiar ułożenia sobie życia samodzielnie, a wrodzona pracowitość zmusza go do niezwykłych wysiłków i poświęceń w imię cudzego dobra. Jako „pozbawiony uczuć” człowiek obowiązku, w ciężkim trudzie zyskuje ogromną rutynę, wiedzę i doświadczenie, hartuje odporność na przeciwieństwa, choć obcy otoczeniu i niezrozumiany – pozostaje niemal sam. Symbolicznym oparciem staje się dla niego prastary dąb o nazwie Dewajtis, ocalały w pobliżu ruin litewskiej warowni: symbol trwałości, odporności i wierności ojczystym tradycjom. Porzuconemu przez narzeczoną, wyzyskiwanemu wciąż przez macochę i jej marnotrawnego syna, wyśmiewanemu i pozbawionemu nawet ludzkiej sympatii Markowi towarzyszy wiernie jedynie weteran Rymko Ragis i ciotka Aneta. Sytuacji nie ułatwiają też luźne i niemiłe stosunki z przyrodnimi braćmi, całkowicie różnymi od niego. Trwają więc usilne poszukiwania spadkobierców Orwida, którym czym prędzej należałoby przekazać dochodowy i kwitnący teraz majątek.
Los Marka odmienia wreszcie wiadomość od przyrodniej siostry o odnalezieniu w Ameryce Ireny Orwid – jedynej córki zmarłego tam tragicznie Kazimierza. Młody Czertwan pragnąłby przekazać jej fatalną spuściznę i zająć się wreszcie własnym życiem. Los jednak ponownie staje mu na drodze, uniemożliwiając zrzeczenie się całkiem opieki nad Poświciem i z wolna poddając go urokowi młodej dziedziczki, dla której staje się mimowolnym opiekunem. Swoista duma i pycha nie pozwalają mu przyjąć szczerego uczucia Orwidówny. Marek długo i zawzięcie broni się przed nim, fałszywie rozumując, że przez zawistne otoczenie posądzony będzie o wyrachowanie jako żeniący się z panną tylko dla jej fortuny i faktycznie nadal pozostanie jej sługą. Tocząc uporczywą walkę z samym sobą, zostanie wreszcie postawiony wobec dramatycznego wydarzenia, jakie dokona w nim ostatecznego przełomu.

## Cechy powieści

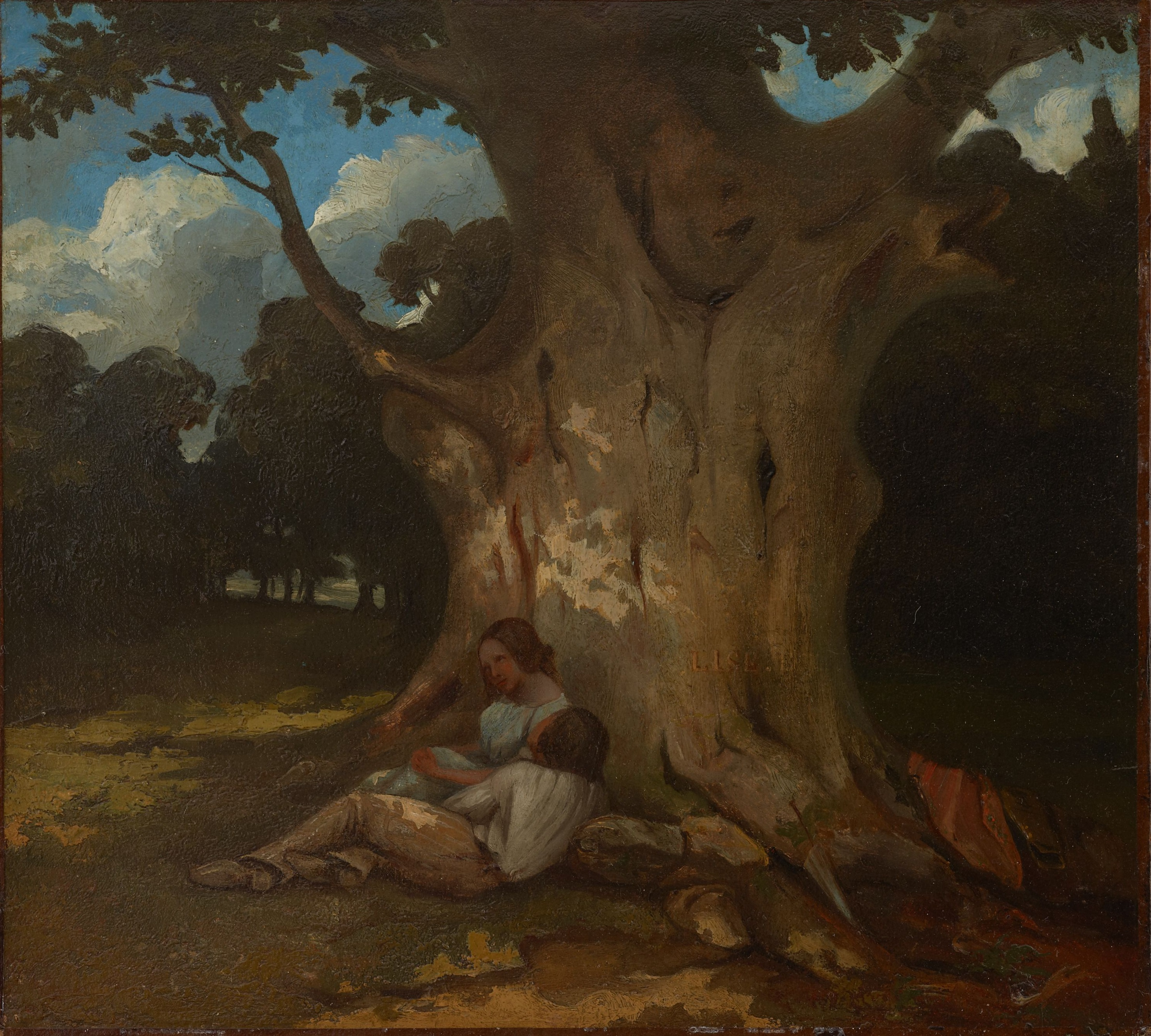
Dewajtis szemrał łagodnie… Marek… usiadł obok niej i ukradkiem spoglądał w uroczą twarzyczkę opowiadającej.

Zaliczana do najbardziej znanych powieści pisarki Dewajtis, to dworsko-zaściankowa historia rodzinna z XIX-wiecznej Żmudzi, z wplecionym wątkiem romansowym. W koncepcji i wymowie ogólnej bliska jest innej powieści pozytywistycznej – wydanej w tym samym okresie, znacznie obszerniejszej i bardziej rozbudowanej wątkowo Nad Niemnem Elizy Orzeszkowej.
Skupiając uwagę na postaci Marka Czertwana, autorka stworzyła dydaktyczną opowieść o niezwykłych wysiłkach człowieka zmagającego z własnym losem. Jego natchnieniem jest tytułowy dąb jako symbol wiecznego trwania, niezniszczalności, ale i tradycji wiążących mieszkańców z ziemią ojczystą. Życie jego skupione jest wokół jednej idei: utrzymania ziemi, całości spuścizny rodzinnej, a miernikiem wartości człowieka staje się tu jego stosunek do pracy. W tej pozytywistycznej powieści Czertwan ma widoczne cechy bohatera romantycznego: samotny i zamknięty w sobie, a w swej upartej walce niezrozumiany przez większość. Równocześnie jednak przedstawia sobą ideał pozytywistyczny: jest psychicznie silny, pracowity, wytrwały i niezłomny w dążeniu do wytkniętego celu, a znacznym stopniu altruistycznie kierujący się dobrem ogólniejszym, cudzym. Egoistycznie zaś broni się jedynie przed miłością, ale nie potrafi ostatecznie wyrzec tego dobra, którego najdotkliwiej był pozbawiony w dotychczasowym życiu.
Podobnie jak w nieco późniejszej Pożary i zgliszcza (1893), w powieści zwraca uwagę wpleciona w fabułę tematyka „amerykańska”, wyrażająca swoistą fascynację pisarki odległym kontynentem jako krainą wielkich możliwości i równie wielkich niebezpieczeństw dla emigrujących tam ówcześnie rodaków. Ale w osadzonym realistycznie utworze autorka wykorzystuje też kilka motywów baśniowych (np. podanie o Wajdewutasie, legenda o Egle). Jak zauważyła A. Martuszewska, schemat baśniowy występuje przede wszystkim w zasadniczej warstwie fabularnej i odnosi się do postaci głównego bohatera: jest to wątek baśni o Kopciuszku, którego uosabia młody Czertwan – lekceważony i poniżany, a na tle innych ostatecznie ukazujący swą wartość i otrzymujący w nagrodę kochaną kobietę oraz wielkie dobra materialne będące jego wyłączną zasługą.